# Estádio Perilo Teixeira
Estádio Perilo Teixeira – stadion piłkarski, w Itapipoca, Ceará, Brazylia, na którym swoje mecze rozgrywa klub Itapipoca Esporte Clube.